# Bergkirche (Weikersheim)
Bergkirche ist ein Wohnplatz bei der namengebenden Bergkirche Laudenbach auf der Gemarkung des Weikersheimer Stadtteils Laudenbach im Main-Tauber-Kreis im fränkisch geprägten Nordosten Baden-Württembergs.

## Geographie
Der Wohnplatz Bergkirche befindet sich etwa 500 Meter westlich von Laudenbach auf einer Anhöhe auf der linken Hangseite des Vorbachtals.

## Geschichte
Der Wohnplatz kam als Teil der ehemals selbständigen Gemeinde Laudenbach am 1. Januar 1974 zur Stadt Weikersheim.

## Kulturdenkmale
Kulturdenkmale in der Nähe des Wohnplatzes, neben der Bergkirche zur Schmerzhaften Muttergottes auch der Kreuzweg zur Bergkirche sowie weitere Kleindenkmale, sind in der Liste der Kulturdenkmale in Weikersheim verzeichnet.

## Verkehr
Der Wohnplatz ist über eine von der K 2857 zwischen Laudenbach und Honsbronn nach rechts abzweigende Straße zu erreichen. Daneben führt vom Ort Laudenbach ein Fußweg zum Wohnplatz hinauf, an dem sich der Kreuzweg zur Bergkirche befindet. 